# Roxanne Moreil
Roxanne Moreil est une scénariste de bande dessinée française née en 1987. Elle accède à la notoriété en co-scénarisant L'Âge d'or avec Cyril Pedrosa.

## Biographie
Roxanne Moreil s'inscrit à l'université de Nantes pour étudier l'histoire de l'art et devient libraire à partir de 2010. Elle mène des projets avec l'association Maison Fumetti.
En 2018 pour la collection Aire libre, avec son compagnon Cyril Pedrosa, elle co-scénarise le premier volume de L'Âge d'or, un récit « entre fable politique et récit d'aventures dans un décor médiéval revisité »,. L'ouvrage remporte le Prix Landerneau et le prix BD Fnac-France Inter.
Le deuxième volume paraît en 2020,.

## Œuvres
- L'Âge d'or, co-scénarisé avec Cyril Pedrosa, dessin de Cyril Pedrosa, Dupuis, coll. Aire libre

1. Volume 1, couleurs Claire Courrier, Joran Treguier, Cyril Pedrosa, 2018  (ISBN 979-10-34730-35-3)
2. Volume 2, couleurs Marie Millotte, Joran Treguier, Cyril Pedrosa, 2020  (ISBN 979-10-34732-64-7)

## Récompenses
- 2018 : 
  - Prix Landerneau, avec Cyril Pedrosa, pour L'Âge d'or, volume 1[5].
- 2019 : 
  - prix BD Fnac-France Inter, avec Cyril Pedrosa, pour L'Âge d'or, volume 1[6]